# دادخواست اینترنتی
دادخواست اینترنتی یا طومار اینترنتی (به انگلیسی: Internet petition) گونه‌ای از دادخواست‌نویسی است که به صورت الکترونیکی تهیه شده و در یک وب‌گاه قرار داده می‌شود. بازدیدکنندگان وبگاه در حمایت از دادخواست ممکن است نام یا آدرس ایمیل خود را به عنوان «امضاء» زیر آن قرار دهند. پس از گردآوری میزان مورد نیاز امضا، نامه نهایی (غالباً از طریق ایمیل) به مخاطب آن ارسال می‌شود. دادخواست‌های اینترنتی این روزها در دنیا به یکی از ابزارهای قدرتمند دموکراسی تبدیل شده است.

## مزایا و معایب
دادخواست‌های اینترنتی این امکان را به کابران می‌دهد که هرگاه خواستند دادخواستی جدید ایجاد، یا دادخواست‌های افراد دیگر را امضاء کنند. این قابلیت حتی باعث می‌شود که گاهی دادخواست‌های اینترنتی حالت جوک به خود بگیرند.